# Реакція Міллона
Реакція Міллона — якісна реакція, що використовується в біохімічному аналізі для визначення присутності тирозину. Метод був запропонований у 1849 році французьким хіміком Августом Міллоном (1812—1867).
Визначення проводиться шляхом додавання реактиву Міллона — розчину Hg(NO3)2 і HgNO3 у нітратній кислоті, що містить сліди нітритної кислоти. В ході взаємодії іони Hg2+ утворюють фенолят і координують довкола себе нітрозогрупи, котрі приєдналися внаслідок нітрозилювання бензенового кільця у тирозині:
Кінцева сполука утворюється у вигляді червоно-коричневого осаду.